# Marquesado de la Algaba
El marquesado de la Algaba es un título nobiliario español creado por el rey Felipe II el 15 de abril de 1568 a favor de Francisco de Guzmán y Manrique de Lara, V señor de la Algaba. hijo del IV señor de la Algaba. Su nombre se refiere al municipio andaluz de La Algaba, en la provincia de Sevilla.

## Señores de la Algaba
- Juan de Guzmán y Torres (1390-1475 ), I señor de la Algaba.[3]

Casado con Elvira de Guzmán y Aponte.
- Luis de Guzmán y Aponte (m. 1495 ), II señor de la Algaba.[4]

Casado con Inés Ponce de León.
- Rodrigo de Guzmán y Ponce de León, III señor de la Algaba.[5]

Casado con Leonor de Acuña y Enríquez.
- Luis de Guzmán y Acuña, IV señor de la Algaba.[5]

Casado con Leonor Manrique y Fajardo-Chacón.

## Marqueses de la Algaba
|                                  | Titular                                                                                       | Periodo                          | Casa                             |
| Creación por Felipe II de España | Creación por Felipe II de España                                                              | Creación por Felipe II de España | Creación por Felipe II de España |
| -------------------------------- | --------------------------------------------------------------------------------------------- | -------------------------------- | -------------------------------- |
| I                                | Francisco de Guzmán y Manrique, fallecido en 1608, renunció a sus derechos en su hijo en 1600 | 1568-1600                        | Casa de Guzmán                   |
| II                               | Luis de Guzmán y Guzmán                                                                       | 1600-1618                        | Casa de Guzmán                   |
| III                              | Pedro Andrés de Guzmán Enríquez de Ribera y Acuña                                             | ¿?- 1632                         | Casa de Guzmán                   |
| IV                               | Luis Francisco Ramírez de Guzmán y Fernández de Córdoba                                       | ¿?-1646                          | Casa de Guzmán                   |
| V                                | Pedro Andrés Ramírez de Guzmán y Portocarrero                                                 | ¿?-1681                          | Casa de Guzmán                   |
| VI                               | Agustín de Guzmán y Portocarrero                                                              | ¿?-1681                          | Casa de Guzmán                   |
| VII                              | Inés de Guzmán y Fernández de Córdoba                                                         | ¿?-1681                          | Casa de Guzmán                   |
| VIII                             | Cristóbal Portocarrero de Guzmán y Enríquez de Luna                                           | 1681-1704                        | Casa de Portocarrero             |
| IX                               | Cristóbal Gregorio Portocarrero y Funes de Villalpando                                        | 1704-1763                        | Casa de Portocarrero             |
| X                                | María Francisca de Sales Portocarrero y López de Zúñiga                                       | 1763-1808                        | Casa de Portocarrero             |
| XI                               | Eugenio de Palafox y Portocarrero                                                             | 1808-1834                        | Casa de Portocarrero             |
| XII                              | Cipriano de Palafox y Portocarrero                                                            | 1834-1839                        | Casa de Portocarrero             |
| XIII                             | María Francisca de Sales Palafox y Kirkpatrick                                                | 1839-1860                        | Casa de Portocarrero             |
| XIV                              | Carlos María Fitz-James Stuart y Palafox                                                      | 1860-1901                        | Casa de Alba                     |
| XV                               | Jacobo Fitz-James Stuart y Falcó                                                              | 1901-1953                        | Casa de Alba                     |
| XVI                              | Cayetana Fitz-James Stuart y Silva                                                            | 1954-2014                        | Casa de Alba                     |
| XVII                             | Carlos Fitz-James Stuart y Martínez de Irujo                                                  | 2015-                            | Casa de Alba                     |

## Historia de los marqueses de la Algaba
- Francisco de Guzmán y Manrique (m. 1608), I marqués de la Algaba, caballero de la Orden de Calatrava,[5] hijo de Luis de Guzmán, IV señor de la Algaba y de Leonor Manrique.[2]

Casado con Brianda de Guzmán y de la Vega, IV condesa de Teba y III marquesa de Ardales, hija de Luis de Guzmán y Córdoba, II conde de Teba y III señor y I marqués de Ardales y de su primera esposa, Juana María Portocarrero de la Vega. Aunque no falleció hasta 1608, en 1600 renunció a sus derechos en su hijo:

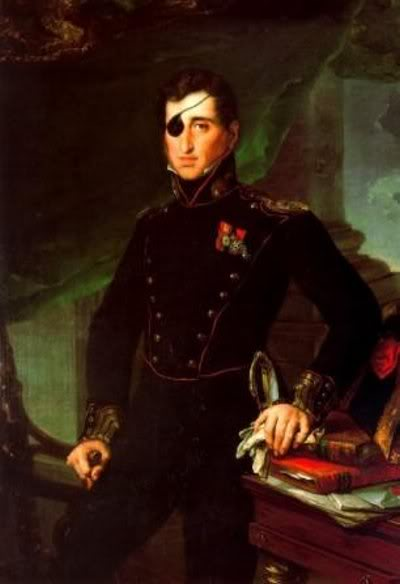
XII Marqués de La Algaba

- Luis de Guzmán y Guzmán, II marqués de la Algaba, V conde de Teba,[8] IV marqués de Ardales y mariscal de Castilla.[7]

Casado con Inés Portocarrero y Enríquez de Ribera, hija del I marqués de Villanueva del Río. Le sucedió su hijo:
- Pedro Andrés de Guzmán y Portocarrero, III marqués de la Algaba, V marqués de Ardales y VI conde de Teba y alférez mayor de Sevilla.[7][8]

Casado con Juana Fernández de Córdoba y Enríquez de Ribera, hija del IV marqués de Priego. Le sucedió su hijo como IV marqués y su hija Inés como VII marquesa de La Algaba.
- Luis Francisco Ramírez de Guzmán y Fernández de Córdoba, IV marqués de la Algaba, VI marqués de Ardales, VII conde de Teba, Mariscal de Castilla[7] y caballero de la Orden de Calatrava.[1][8]

Casado con Antonia Portocarrero de Luna, hija de Cristóbal Portocarrero Osorio, III conde de Montijo y de Ana de Luna, II condesa de Fuentidueña. Le sucedió su hijo:
- Pedro Andrés Ramírez de Guzmán y Portocarrero (c. 1650-Orán, 9 de marzo de 1681),[7] V marqués de la Algaba,  VIII conde de Teba, VII marqués de Ardales, mariscal de Castilla, caballero de la Orden de Santiago, alférez mayor de Sevilla, gentilhombre de cámara del rey, gobernador y capitán de Orán y Mazalquivir.[11][1] Falleció como gobernador de Orán el 9 de marzo de 1681 en una expedición contra los Ben-Arajes.[1][12]

Contrajo matrimonio en Madrid (Santa Cruz) el 27 de octubre de 1658 con Mariana de Velasco y Ayala, hija de Bernardno de Velasco Rojas y Ayala, VII conde de Fuensalida y de conde de Colmenar, grande de España, y de Isabel de Velasco. De este matrimonio no hubo sucesión, por lo que le sucedió su hermano.
- Agustín Alfonso de Guzmán y Portocarrero  (m. 15 de octubre de 1681), VI marqués de la Algaba, VIII marqués de Ardales y IX conde de Teba.[12]

Contrajo matrimonio con Catalina de Moncada y Aragón, hija única de los duques de Montalto. Sin sucesión, le sucedió su tía paterna.
- Inés de Guzmán y Fernández de Córdoba (m. 1681),[9] VII marquesa de la Algaba, IX marquesa de Ardales y X condesa de Teba,[1] hija de Pedro Andrés Ramírez de Guzmán, III marqués de La Algaba.[9][12]

Casada en primeras nupcias con Cristóbal Portocarrero y Luna Enríquez, (1617-22 de julio de 1641), III conde de Montijo, III marqués de Valderrábano.  Se casó en segundas nupcias con Francisco Portocarrero y Villacís, VIII marqués de Villanueva del Fresno y marqués de Barcarrota. Le sucedió su hijo del primer matrimonio:
- Cristóbal Portocarrero de Guzmán Luna y Enríquez (Montijo, 25 de noviembre de 1638-Madrid, 31 de octubre de 1704),[9] VIII marqués de la Algaba, IV conde de Montijo,[14] XI conde de Teba y IV marqués de Valderrábano y X marqués de Ardales, III conde de FUentidueña (sucediendo a su abuela), caballero de la Orden de Santiago.[12]

Se casó en primeras nupcias con Úrsula de la Cerda y Leiva de quien tuvo tres hijas.  Contrajo un segundo matrimonio con Victoria de Toledo y Benavides, padres de una hija que fue monja. Se casó en terceras nupcias en Madrid el 15 de marzo de 1690 con María Regalado Funes de Villalpando y Monroy (m. Madrid, 14 de mayo de 1738), IV marquesa de Osera, Le sucedió su hijo del tercer matrimonio.
- Cristóbal Gregorio Portocarrero y Funes de Villalpando (2 de junio de 1693-15 de junio de 1763),[9] IX marqués de la Algaba, V conde de Montijo,[14] V marqués de Valderrábano, IV conde de Fuentidueña, V marqués de Osera, IV marqués de Castañeda, XIV marqués de Villanueva del Fresno y de Barcarrota, y XXXI señor de Moguer.[12]

Se casó el 15 de abril de 1717 con María Dominga de Guzmán y Fernández de Córdoba Portocarrero.(1693-1747).
Su hijo, Cristóbal Pedro Portocarrero y Guzmán, VI marqués de Valderrábano por cesión de su progenitor, falleció el 2 de noviembre de 1757 antes que su padre. Se casó el 2 de abril de 1747 con María Josefa Chaves-Chacón y Pacheco

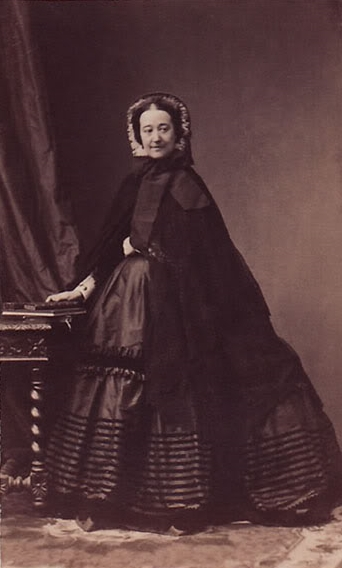
XIII marquesa de La Algaba

- María Francisca de Sales Portocarrero y López de Zúñiga (Madrid, 10 de junio de 1754-Logroño, 15 de abril de 1808),[14] X marquesa de la Algaba, VI condesa de Montijo,[14] VII marquesa de Valderrábano, V condesa de Fuentidueña, XVI condesa de Teba, , VI marquesa de Osera.

Se casó en primeras nupcias el 8 de noviembre de 1768 con Felipe Antonio de Palafox y Croy d'Havré (1739-1790). Contrajo un segundo matrimonio con Estanislao de Lugo y Molina (1753-1833). Le sucedió su hijo de su primer matrimonio.
- Eugenio de Palafox y Portocarrero (1173-18 de julio de 1834),[14] XI marqués de la Algaba, VII conde de Montijo,[14] XII duque de Peñaranda de Duero, XVII marqués de la Bañeza, XVI vizconde de los Palacios de la Valduerna, XII marqués de Valdunquillo, XIII marqués de Mirallo, X conde de Casarrubios del Monte, VII conde de Santa Cruz de la Sierra, VI marqués de Castañeda,[17] XVI marqués de Moya, XX conde de San Esteban de Gormaz,  VIII marqués de Valderrábano, VI conde de Fuentidueña, VII marqués de Osera, X conde de Baños, XVII conde de Teba, XVI marqués de Ardales, VII conde de Ablitas, VIII vizconde de la Calzada, XVI señor de la baronía de Quinto y señor de numerosos lugares.[17]

Contrajo matrimonio con María Ignacia de Idíaquez y Carvajal (m. 3 de noviembre de 1826), sin descendencia, le sucedió su hermano.
- Cipriano Palafox y Portocarrero (1784-15 de marzo de 1839),[14] XII marqués de la Algaba, VIII conde de Montijo,[14] XIII duque de Peñaranda de Duero, XVIII marqués de la Bañeza, XVII vizconde de Palacios de la Valduerna, XIIII marqués de Valdunquillo, XIV marqués de Mirallo, XVIII conde de Teba, IX marqués de Valderrábano, VIII marqués de Osera, VII marqués de Castañeda, etc.[19]

Casado el 15 de diciembre de 1917 con María Manuela Kirkpatrick de Closeburn y de Grevignée (1794-1879). Le sucedió su hija.
- María Francisca de Sales Palafox y Kirkpatrick (Granada, 29 de enero de 1825-Parías, 16 de septiembre de 1860), XIII marquesa de la Algaba, IX condesa de Montijo,[14] X marquesa de Valderrábano, XIV duquesa de Peñaranda de Duero, VIII marquesa de Castañeda, etc.[19]

Casada el 14 de febrero de 1844 con Jacobo Fitz-James Stuart y Ventimiglia (1821-1881), XV duque de Alba de Tormes. Le sucedió su hijo.
- Carlos María Fitz-James Stuart y Portocarrero (1849-15 de octubre de 1901),[14] XIV marqués de la Algaba, XI marqués de Valderrábano y XVI duque de Alba de Tormes.XV Marqués de La Algaba

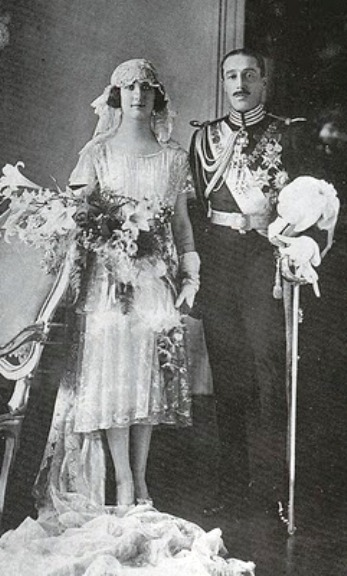
XV Marqués de La Algaba

Casado con María del Rosario Falcó y Osorio (1854-1904). Le sucedió su hijo.
- Jacobo Fitz-James Stuart y Falcó (1878-1953), XV marqués de la Algaba, X marqués de Osera y XVII duque de Alba de Tormes.

Casado con María del Rosario Silva y Guturbay (1900-1934), X marquesa de San Vicente del Barco y XV duquesa de Aliaga. Le sucedió su hija:
- Cayetana Fitz-James Stuart y Silva (1926-2014), XVI marquesa de la Algaba, XI marquesa de Osera, XVIII duquesa de Alba de Tormes, XI marquesa de San Vicente del Barco y XVI duquesa de Aliaga.[20]

Casada en primeras nupcias con Luis Martínez de Irujo y Artázcoz (1919-1972). En segundas nupcias se casó con Jesús Aguirre y Ortiz de Zárate (1934-2001). Contrao un tercer matrimonio con Alfonso Díez Carabantes (n. 1950). Le sucedió su hijo del primer matrimonio:
- Carlos Fitz-James Stuart y Martínez de Irujo (n. 1948), XVII marqués de la Algaba,[21] XII marqués de Osera, XIX duque de Alba de Tormes, etc.

Casado con Matilde Solís y Martínez-Campos (n. 1963).